# Альберт Шварц (зоолог)
Альберт Шварц (англ. Albert Schwartz; 13 вересня 1923 р — 18 жовтня 1992) — американський зоолог, відомий плідною роботою з герпетофауною Флориди та Вест-Індії, а пізніше — з метеликами.

## Кар'єра
У 1952 році Шварц отримав ступінь доктора філософії з мамології в Мічиганському університеті. Уже в той час він виявляв гострий інтерес до амфібій і рептилій. Шварц провів більшу частину свого професійного життя в громадському коледжі Маямі-Дейд. Він був науковим співробітником Музею природної історії Карнегі, а також співробітником Музею природної історії Флориди, Національного музею природної історії (Смітсонівський інститут) і Національного музею природної історії у Санто-Домінго (Домініканська Республіка). Починаючи з 1954 року, він інтенсивно працював на Кубі та описав там численні види жаб і три види анолісів. Після революції на Кубі він почав працювати в Еспаньолі, де знову описав численні види жаб і п'ять видів анолісів . Наприкінці 1970-х років, коли Шварц побачив, що кількість нових амфібій і рептилій, які він міг описати, з Вест-Індії зменшується, він переключив свою увагу на метеликів.

## Спадщина
Шварц опублікував 230 робіт з біології Вест-Індії. 80 видів земноводних і рептилій, які він описав, були визнані дійсними в 1993 році; йому приписують опис 14 % усієї герпетофауни Вест-Індії. Шварц є одним із 10 найпродуктивніших таксономістів у герпетології, описавши 299 рептилій (видів і підвидів), які все ще були дійсними у 2018 році. На його честь названо ряд таксонів:
- Anolis schwartzi — може бути підвидом Anolis wattsi
- Chilabothrus chrysogaster schwartzi
- Eleutherodactylus schwartzi
- Schwartzius — підрід Eleutherodactylus
- Sphaerodactylus schwartzi
- Tarentola albertschwartzi — гекон
- Tropidophis schwartzi — карликовий удав
- Typhlops schwartzi
- Artibeus schwartzi — кажан-плодоїд Шварца

### Праці
- Шварц А, Томас Р. (1975). Контрольний список амфібій і рептилій Вест-Індії . Спеціальна публікація Музею природознавства Карнегі № 1. Пітсбург, Пенсільванія: Музей природної історії Карнегі . 216 стор.
- Шварц А, Гендерсон Р. В. (1991). Амфібії та рептилії Вест-Індії: описи, поширення та природна історія . Гейнсвілл, Флорида: University Press of Florida.